# Lavinia Taverna
Lavinia Taverna (Roma, 1924 – Roma, 1997) è stata una nobile e scrittrice italiana.

## Biografia
Lavinia Taverna, XVI contessa di Landriano, era  figlia di Paolo, XV conte di Landriano, (1881-1958). I Taverna sono stati una famiglia nobile milanese, infeudati dal Cinquecento del castello di Landriano e si sono estinti, nella linea diretta, proprio con Lavinia Taverna.
Nel 1956 assieme al marito, il marchese Federico Gallarati Scotti dei principi di Molfetta, acquistò ad un'asta giudiziaria una proprietà rurale nei pressi di Ardea, che si estende lungo la costa, a pochi chilometri da Roma: 35 ettari circa di terreni, molti dei quali incolti, in zona Tor San Lorenzo. Questa proprietà agricola la chiamarono Landriana, in omaggio al castello di Landriano, appartenuto alla famiglia Taverna. 
Nacquero in pochi anni i Giardini della Landriana, realizzati - in ambientazione mediterranea, ma con innesti di piante di diversa origine - negli anni Sessanta da Lavinia Taverna e dall'architetto paesaggista inglese Russell Page: nel ventunesimo secolo sono considerati un parco a salvaguardia di specie botaniche. Lavinia Taverna ha pubblicato libri e articoli, in cui ha descritto la sua attività di giardiniera.

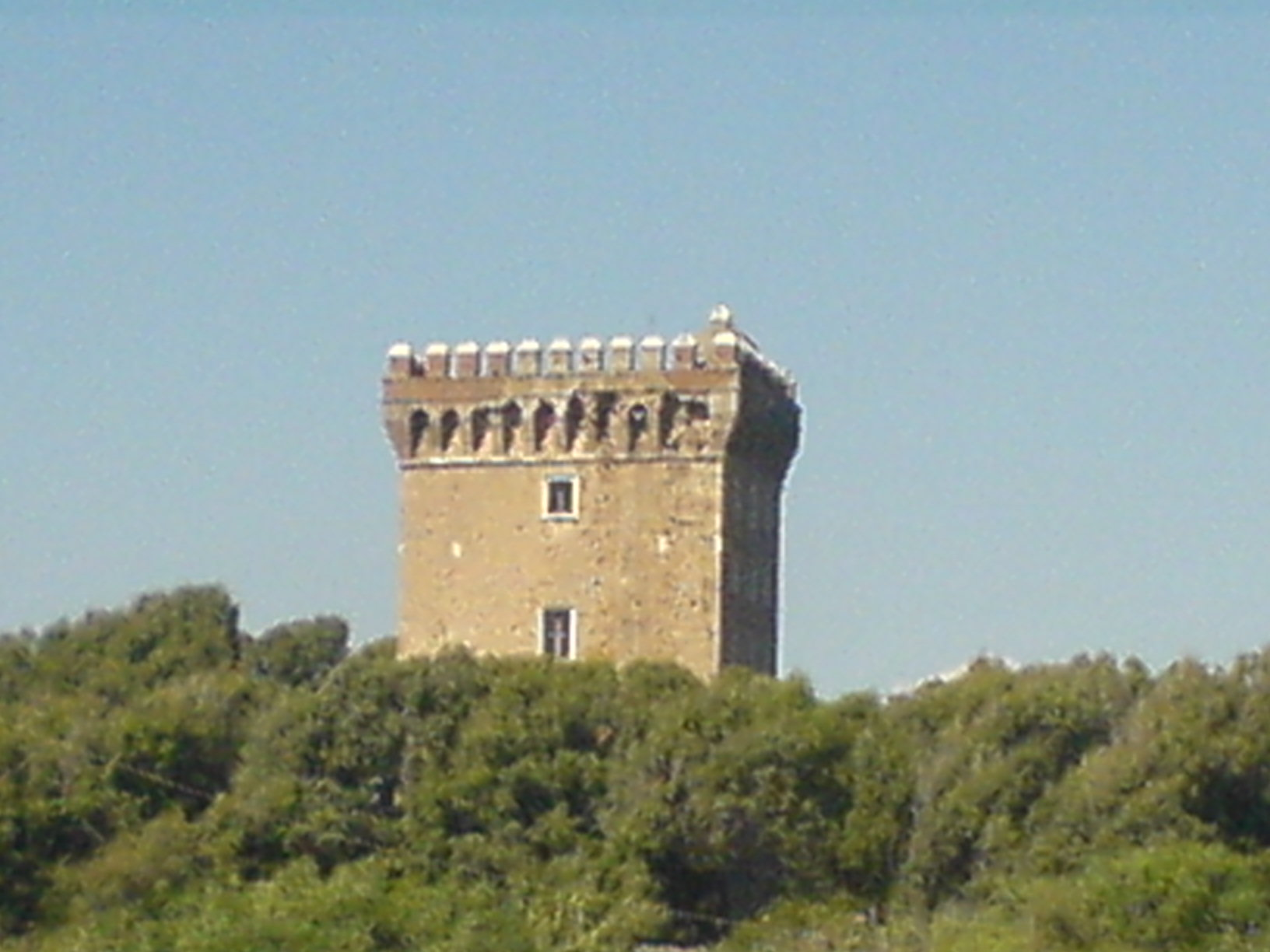
Ardea, Tor San Lorenzo

### Progettare un giardino
Nei primi anni Lavinia Taverna lavorò in modo spontaneo e senza un vero progetto, per trasformare un terreno brullo in un giardino, lottando con le erbacce e con il suolo argilloso, fertile sì, ma che facilmente si inzuppa. Il terreno era spoglio, privo di alberi e infestato da residuati bellici. Come primo intervento fu bonificato e furono piantati alberi ad alto fusto, cipressi, pini ed eucalipti, per fare ombra al casale e proteggere dal vento di maestrale.
Lavinia Taverna accostava liberamente le piante, per la forma delle foglie, per i colori brillanti dei fiori. Creò così un giardino degli aranci, (che in un primo tempo era un giardino di rose) e un giardino degli ulivi. L'architetto Russell Page intervenne in un secondo tempo, dal 1967, consigliando e modificando. Suddivise il giardino in spazi geometrici, delimitati da basse siepi di bosso e da vialetti. Accanto alla casa volle una pergola e un piccolo giardino, con una vasca ottagonale di fronte alla sala da pranzo. Il bordo della vasca, in opera incerta di peperino grigio, è stato realizzato non su suo disegno. Russell ideò anche il viale bianco, in discesa, a bassi gradoni, che una volta era fiancheggiato da Sesbania punicea, ai cui piedi c'erano piantine di Gazania gialla e di Vinca blu, poi sostituite da una siepe scomposta, a piccoli fiori bianchi, da cui il nome.
Negli anni successivi Lavinia Taverna inserì piante australiane e della California, mescolandole liberamente a quelle di origine mediterranea. Sostituì piante con i fiori dai colori accesi con altre dai fiori di colore delicato. Aprì al pubblico i suoi giardini, organizzò una fiera di giardinaggio e riordinò un vecchio frutteto.
Fece realizzare un laghetto artificiale, approfittando del fatto che nel sottosuolo c'è uno strato impermeabile di cappellaccio. Mise nidi artificiali per attirare gli uccelli. Il laghetto si utilizza come riserva d'acqua, per innaffiare nei periodi di siccità.
Il premio Lavinia Taverna, nato nel 2005 da un'idea di Maria Theresa Ferraro Rossi, è un riconoscimento alle donne con la passione per la botanica e per i giardini. Nella edizione 2012 è stato dedicato alla memoria dell'architetto di giardini Maria Teresa Parpagliolo.

### Scritti di Lavinia Taverna
- Lavinia Taverna, Un giardino mediterraneo, Milano, Rizzoli, 1982, SBN SBL0296960.
- Lavinia Taverna, La compagnia di un giardino, Grosseto, Tipografia Ombrone, 1997, SBN CAG1897978.
- Lavinia Taverna, Un giardino mediterraneo: un'amante della natura ci racconta come trasformare un terreno incolto in un vero paradiso: i Giardini della Landriana, Bologna, Pendragon, 2011, SBN USM1901740.